# Hans Schwarz (Parteifunktionär)
Hans Schwarz (* 9. November 1909 in Berlin; † vermutlich 2. September 1944 bei Telgárt) war ein deutscher Parteifunktionär der KPD. Er erschoss den Überläufer und Gestapo-Spitzel Alfred Kattner, um seine Aussage als Kronzeuge in einem möglichen Prozess gegen den ehemaligen KPD-Vorsitzenden Ernst Thälmann zu verhindern.

## Leben
Hans Schwarz, Sohn eines Arbeiters, absolvierte eine Bäckerlehre und arbeitete während der Weltwirtschaftskrise als Notstandsarbeiter beim U-Bahn-Bau in Berlin. Schwarz schloss sich 1928 der KPD und ihrem Jugendverband, dem KJVD an. 1932 erhielt er eine viermonatige Gefängnisstrafe. 1933 wurde er Mitarbeiter im Antimilitärischen Apparat der Landesleitung Berlin, dem Nachrichtendienst der KPD. Nach einer kurzen Inhaftierung im Oktober des gleichen Jahres bekam Schwarz von Rudolf Schwarz den Auftrag, gemeinsam mit Kurt Granzow einen Plan zur Tötung des ehemaligen Verbindungsmanns zur Parteileitung Kattner zu erarbeiten.
Im Februar 1934 wurde der Plan in die Tat umgesetzt. Hans Schwarz erschoss Kattner in dessen Wohnung in Nowawes. Er flüchtete nach der Tat mit Hilfe von Leo Roth über Prag in die Sowjetunion, wo er in den Jahren 1934/1935 an der M-Schule der Komintern, einer internationalen Militärschule, ausgebildet wurde. Ab 1936 war er Mitglied der Interbrigaden im Spanischen Bürgerkrieg und kämpfte gegen die Putschisten um Franco. Noch vor der Niederlage der spanischen Republik kehrte er in die Sowjetunion zurück und erhielt vom dortigen Militär-Geheimdienst GRU eine Weiterbildung zum Funker.
Schwarz reiste 1940 in die Slowakei, berichtete von dort der Sowjetunion über Material- und Truppentransporte und bereitete Sprengstoffanschläge auf die dortige Infrastruktur vor. Zwei Jahre später wurde er von der slowakischen Sicherheitspolizei gefasst und der deutschen Gestapo übergeben und verhört. Sein Geständnis soll, zusammen mit dem von Heinrich Fomferra, zur Verhaftung des illegalen Funkers Johann Wenzel in Brüssel und zur Zerschlagung der gesamten Widerstandsorganisation Rote Kapelle beigetragen haben.
Schwarz und Fomferra wurden an die slowakischen Sicherheitsbehörden zurücküberstellt und dort wegen Sabotage und Spionage zu zwölf Jahren Zuchthaus verurteilt. Mit dem Ausbruch des Slowakischen Nationalaufstands wurde Schwarz aus dem Zuchthaus Ružomberok befreit und schloss sich einer Partisaneneinheit im Kampf gegen die deutschen Besatzer an. Schwarz soll bereits kurze Zeit später während des Slowakischen Nationalaufstands bei Telgárt im Aufstandsgebiet gefallen sein.
Am 8. September 1989 wurde auf dem Humannplatz im Berliner Prenzlauer Berg eine Gedenkstele errichtet, die nach der deutschen Wiedervereinigung 1990 entfernt wurde.